# Tenerife (Colombia)
Tenerife è un comune della Colombia facente parte del dipartimento di Magdalena.
Il centro abitato venne fondato da Francisco Henriquez nel 1543.